# Hebetechnik
Die Hebetechnik umfasst alle technischen Maßnahmen der lotrechten Lastenbewegung, sowohl in der Montagetechnik als auch in der Fördertechnik.

## Grundlagen
Mit Hebung oder Heben bezeichnet man eine Vergrößerung der Höhe oder des Niveaus als durch eine äußere Kraft verursachte Bewegung eines Körpers nach oben, beispielsweise das Anheben einer Last durch einen Kran, eine Hebebühne oder andere Maschinen. Die aufzuwendende Energie ist hauptsächlich durch die  Schwerkraft bedingt und proportional zur Masse und zur Höhendifferenz. Dazu kommt noch ein kleiner Anteil der Reibung, die nur bei Vorgängen im freien Weltall null werden kann.

## Methoden
Die grundlegenden Prinzipien der Hebetechnik sind:
- der Hebel
- der Keil
- der Flaschenzug
- die Druckdifferenz (hydraulische Hebetechnik)
- der Gewindespindel

## Beispiele

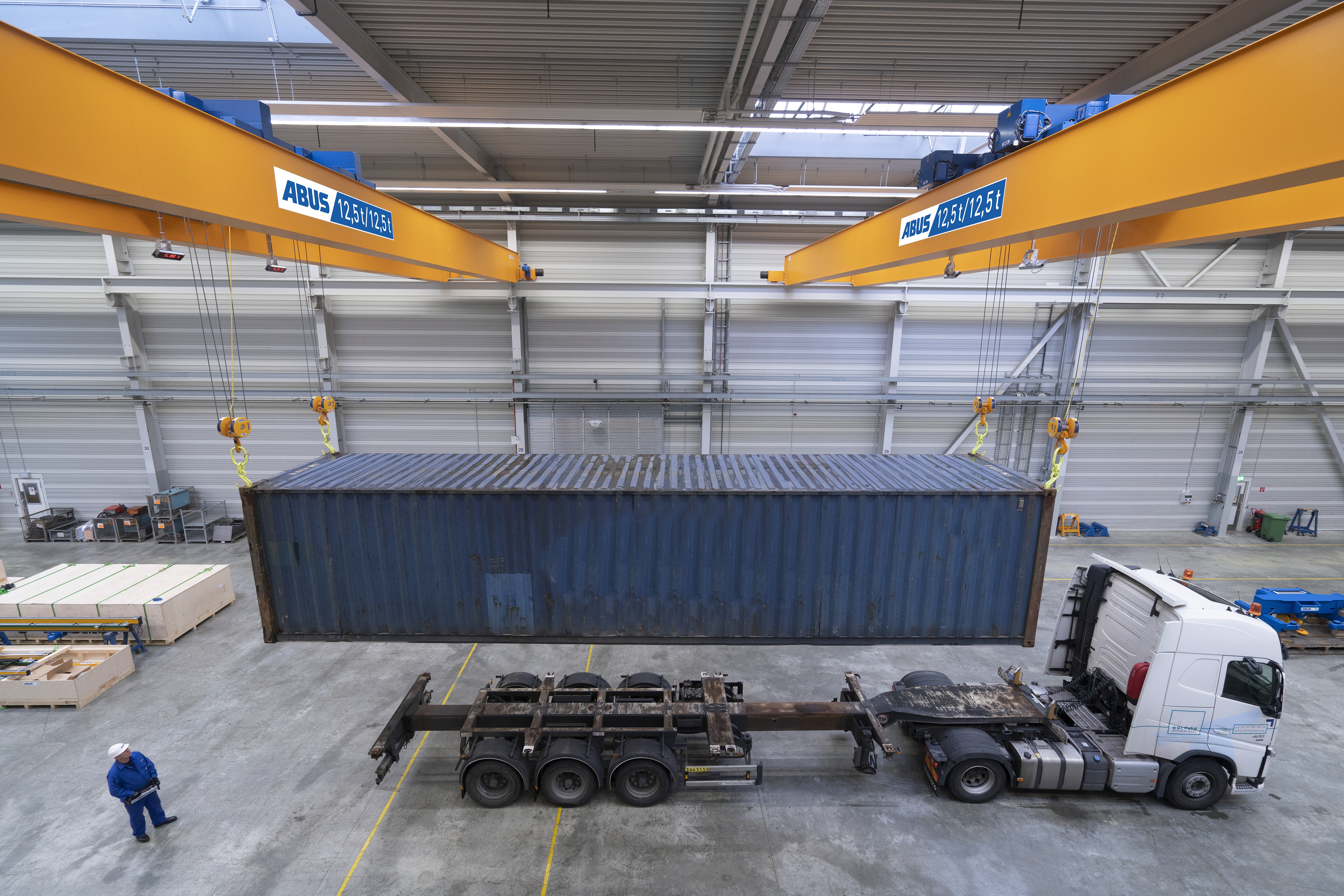
Beispiel für einen Hubvorgang mit zwei Hallenkranen: Ein ISO-Container wird angehoben, um ihn auf einen LKW zu verladen.

- Aufzug
- Hebebaum
- Hebelade
- Hebewerk
- Seilzug
- Kran
- Pumpe
- Litzenheber